# Distrito electoral de Ucayali
Ucayali es uno de los 27 distritos electorales representados en el Congreso de la República del Perú. La circunscripción elige actualmente a 3 congresistas. Sus límites corresponden a los del departamento de Ucayali. El sistema electoral utiliza el método D'Hondt y una representación proporcional con doble voto preferencial opcional.

## Representantes
| 2 |

| 1 | 1 |

| 1 | 1 |

| 1 | 1 |

| 1 | 1 |

| 2 |

| 1 | 1 |

| 1 | 1 | 1 |

## Elecciones

### Elecciones parlamentarias de 2021
| Partidos y coaliciones | Partidos y coaliciones                    | Voto popular | Voto popular | Voto popular | Escaños | Escaños |
| Partidos y coaliciones | Partidos y coaliciones                    | Votos        | %            | ±pp          | Total   | +/−     |
| ---------------------- | ----------------------------------------- | ------------ | ------------ | ------------ | ------- | ------- |
|                        | Fuerza Popular (FP)                       | 30,098       | 17.52        | +10.86       | 1       | +1      |
|                        | Acción Popular (AP)                       | 20,274       | 11.80        | –0.47        | 1       | +1      |
|                        | Perú Libre (PL)                           | 17,850       | 10.39        | Nuevo        | 1       | +1      |
|                        | Alianza para el Progreso (APP)            | 17,190       | 10.01        | +0.84        | 0       | ±0      |
|                        | Podemos Perú (PP)                         | 15,619       | 9.09         | +5.67        | 0       | ±0      |
|                        | Juntos por el Perú (JP)                   | 13,665       | 7.96         | +6.46        | 0       | ±0      |
|                        | Frente Popular Agrícola del Perú (Frepap) | 9,967        | 5.80         | –17.86       | 0       | –1      |
|                        | Victoria Nacional (VN)                    | 9,957        | 5.80         | Nuevo        | 0       | ±0      |
|                        | Renovación Popular (RP)                   | 9,623        | 5.60         | Nuevo        | 0       | ±0      |
|                        | Unión por el Perú (UPP)                   | 8,389        | 4.88         | –1.34        | 0       | ±0      |
|                        | Somos Perú (SP)                           | 7,906        | 4.60         | –13.40       | 0       | –1      |
|                        | Partido Popular Cristiano (PPC)           | 3,808        | 2.22         | –1.46        | 0       | ±0      |
|                        | Partido Morado (PM)                       | 3,672        | 2.14         | –2.32        | 0       | ±0      |
|                        | Partido Nacionalista Peruano (PNP)        | 2,644        | 1.54         | n/a          | 0       | ±0      |
|                        | Renacimiento Unido Nacional (RUNA)        | 1,112        | 0.65         | –0.21        | 0       | ±0      |
|                        |                                           |              |              |              |         |         |
| Total                  | Total                                     | 171,774      |              |              | 3       | +1      |
|                        |                                           |              |              |              |         |         |
| Votos válidos          | Votos válidos                             | 171,774      | 66.48        | –12.88       |         |         |
| Votos en blanco        | Votos en blanco                           | 37,820       | 14.64        | +12.01       |         |         |
| Votos nulos            | Votos nulos                               | 48,800       | 18.88        | +0.87        |         |         |
| Votos emitidos         | Votos emitidos                            | 258,394      | 66.27        | –2.61        |         |         |
| Abstenciones           | Abstenciones                              | 131,495      | 33.73        | +2.61        |         |         |
| Votantes registrados   | Votantes registrados                      | 389,889      |              |              |         |         |
|                        |                                           |              |              |              |         |         |
| Fuente:                |                                           |              |              |              |         |         |

### Elecciones parlamentarias de 2020
| Partidos y coaliciones | Partidos y coaliciones                    | Voto popular | Voto popular | Voto popular | Escaños | Escaños |
| Partidos y coaliciones | Partidos y coaliciones                    | Votos        | %            | ±pp          | Total   | +/−     |
| --- | ----------------------------------------- | ------------ | ------------ | ------------ | ------- | ------- |
| | Frente Popular Agrícola del Perú (Frepap) | 48,915       | 23.66        | Nuevo        | 1       | +1      |
| | Somos Perú1 (SP)                          | 37,223       | 18.00        | n/a          | 1       | +1      |
| | Acción Popular (AP)                       | 25,358       | 12.26        | +7.89        | 0       | ±0      |
| | Alianza para el Progreso1 (APP)           | 18,950       | 9.17         | n/a          | 0       | ±0      |
| | Fuerza Popular (FP)                       | 13,769       | 6.66         | –37.70       | 0       | –2      |
| | Unión por el Perú2 (UPP)                  | 12,862       | 6.22         | n/a          | 0       | ±0      |
| | Partido Morado (PM)                       | 9,226        | 4.46         | Nuevo        | 0       | ±0      |
| | Democracia Directa (DD)                   | 8,318        | 4.02         | n/a          | 0       | ±0      |
| | Partido Popular Cristiano3 (PPC)          | 7,617        | 3.68         | n/a          | 0       | ±0      |
| | Podemos Perú (PP)                         | 7,079        | 3.42         | Nuevo        | 0       | ±0      |
| | Avanza País (AvP)                         | 4,157        | 2.01         | Nuevo        | 0       | ±0      |
| | Juntos por el Perú (JP)                   | 3,095        | 1.50         | Nuevo        | 0       | ±0      |
| | Partido Aprista Peruano3 (APRA)           | 2,797        | 1.35         | n/a          | 0       | ±0      |
| | Frente Amplio (FA)                        | 2,362        | 1.14         | –10.43       | 0       | ±0      |
| | Contigo4 (C)                              | 1,803        | 0.87         | –10.17       | 0       | ±0      |
| | Renacimiento Unido Nacional (RUNA)        | 1,780        | 0.86         | Nuevo        | 0       | ±0      |
| | Perú Nación (PN)                          | 1,448        | 0.70         | Nuevo        | 0       | ±0      |
| |                                           |              |              |              |         |         |
| Total | Total                                     | 206,759      |              |              | 2       | ±0      |
| |                                           |              |              |              |         |         |
| Votos válidos | Votos válidos                             | 206,759      | 79.36        | +21.42       |         |         |
| Votos en blanco | Votos en blanco                           | 6,856        | 2.63         | –14.69       |         |         |
| Votos nulos | Votos nulos                               | 46,910       | 18.01        | –6.73        |         |         |
| Votos emitidos | Votos emitidos                            | 260,525      | 68.88        | –7.77        |         |         |
| Abstenciones | Abstenciones                              | 117,688      | 31.12        | +7.77        |         |         |
| Votantes registrados | Votantes registrados                      | 378,213      |              |              |         |         |
| |                                           |              |              |              |         |         |
| Fuente: |                                           |              |              |              |         |         |
| Notas al pie: 1 Dentro de la coalición Alianza para el Progreso del Perú en las elecciones de 2016. 2 Dentro de la coalición Alianza Solidaridad Nacional en las elecciones de 2016 (retiraron su candidatura). 3 Dentro de la coalición Alianza Popular en las elecciones de 2016. 4 Comparado con los resultados de su partido antecesor Peruanos por el Kambio en las elecciones de 2016. |                                           |              |              |              |         |         |
| Notas al pie: |                                           |              |              |              |         |         |
| 1 Dentro de la coalición Alianza para el Progreso del Perú en las elecciones de 2016. 2 Dentro de la coalición Alianza Solidaridad Nacional en las elecciones de 2016 (retiraron su candidatura). 3 Dentro de la coalición Alianza Popular en las elecciones de 2016. 4 Comparado con los resultados de su partido antecesor Peruanos por el Kambio en las elecciones de 2016.               |                                           |              |              |              |         |         |

### Elecciones parlamentarias de 2016
| Partidos y coaliciones | Partidos y coaliciones                         | Voto popular | Voto popular | Voto popular | Escaños | Escaños |
| Partidos y coaliciones | Partidos y coaliciones                         | Votos        | %            | ±pp          | Total   | +/−     |
| --- | ---------------------------------------------- | ------------ | ------------ | ------------ | ------- | ------- |
| | Fuerza Popular1 (FP)                           | 66,375       | 44.36        | +8.56        | 2       | +1      |
| | Alianza para el Progreso del Perú2 (APP–RN–SP) | 32,447       | 21.69        | n/a          | 0       | ±0      |
| | Frente Amplio (FA)                             | 17,305       | 11.57        | Nuevo        | 0       | ±0      |
| | Peruanos por el Kambio (PPK)                   | 16,513       | 11.04        | Nuevo        | 0       | ±0      |
| | Alianza Popular3 (APRA–PPC–VP)                 | 7,371        | 4.93         | n/a          | 0       | ±0      |
| | Acción Popular4 (AP)                           | 6,532        | 4.37         | n/a          | 0       | ±0      |
| | Perú Posible4 (PP)                             | 3,077        | 2.06         | n/a          | 0       | ±0      |
| |                                                |              |              |              |         |         |
| Total | Total                                          | 149,620      |              |              | 2       | ±0      |
| |                                                |              |              |              |         |         |
| Votos válidos | Votos válidos                                  | 149,620      | 57.94        | –15.35       |         |         |
| Votos en blanco | Votos en blanco                                | 44,717       | 17.32        | +4.71        |         |         |
| Votos nulos | Votos nulos                                    | 63,891       | 24.74        | +10.64       |         |         |
| Votos emitidos | Votos emitidos                                 | 258,228      | 76.65        | –1.96        |         |         |
| Abstenciones | Abstenciones                                   | 78,660       | 23.35        | +1.96        |         |         |
| Votantes registrados | Votantes registrados                           | 336,888      |              |              |         |         |
| |                                                |              |              |              |         |         |
| Fuente: |                                                |              |              |              |         |         |
| Notas al pie: 1 Comparado con los resultados de su partido antecesor Fuerza 2011 en las elecciones de 2011. 2 Comparado con los resultados de Alianza para el Progreso , Restauración Nacional (ambos dentro de la coalición Alianza por el Gran Cambio ) y Somos Perú (dentro de la coalición Alianza Electoral Perú Posible ) en las elecciones de 2011. 3 Comparado con los resultados del Partido Aprista Peruano y el Partido Popular Cristiano en las elecciones de 2011. 4 Dentro de la coalición Alianza Electoral Perú Posible en las elecciones de 2011. |                                                |              |              |              |         |         |
| Notas al pie: |                                                |              |              |              |         |         |
| 1 Comparado con los resultados de su partido antecesor Fuerza 2011 en las elecciones de 2011. 2 Comparado con los resultados de Alianza para el Progreso, Restauración Nacional (ambos dentro de la coalición Alianza por el Gran Cambio) y Somos Perú (dentro de la coalición Alianza Electoral Perú Posible) en las elecciones de 2011. 3 Comparado con los resultados del Partido Aprista Peruano y el Partido Popular Cristiano en las elecciones de 2011. 4 Dentro de la coalición Alianza Electoral Perú Posible en las elecciones de 2011.                  |                                                |              |              |              |         |         |

### Elecciones parlamentarias de 2011
| Partidos y coaliciones | Partidos y coaliciones                       | Voto popular | Voto popular | Voto popular | Escaños | Escaños |
| Partidos y coaliciones | Partidos y coaliciones                       | Votos        | %            | ±pp          | Total   | +/−     |
| --- | -------------------------------------------- | ------------ | ------------ | ------------ | ------- | ------- |
| | Fuerza 20111 (F2011)                         | 55,562       | 35.80        | +30.36       | 1       | +1      |
| | Gana Perú2 (PNP–PS–PCP–PSR)                  | 53,104       | 34.22        | +33.97       | 1       | +1      |
| | Perú Posible3 (PP–AP–SP)                     | 24,325       | 15.67        | +4.97        | 0       | ±0      |
| | Solidaridad Nacional4 (SN–UPP–C90–SU–TPP)    | 10,280       | 6.62         | n/a          | 0       | –1      |
| | Alianza por el Gran Cambio5 (APP–PPC–PHP–RN) | 9,744        | 6.28         | n/a          | 0       | ±0      |
| | Fonavistas del Perú (FP)                     | 1,343        | 0.87         | Nuevo        | 0       | ±0      |
| | Fuerza Social (FS)                           | 466          | 0.30         | Nuevo        | 0       | ±0      |
| | Adelante (Adelante)                          | 365          | 0.24         | Nuevo        | 0       | ±0      |
| |                                              |              |              |              |         |         |
| Total | Total                                        | 155,189      |              |              | 2       | ±0      |
| |                                              |              |              |              |         |         |
| Votos válidos | Votos válidos                                | 155,189      | 73.29        | +3.34        |         |         |
| Votos en blanco | Votos en blanco                              | 26,693       | 12.61        | –0.10        |         |         |
| Votos nulos | Votos nulos                                  | 29,878       | 14.10        | –3.24        |         |         |
| Votos emitidos | Votos emitidos                               | 211,760      | 78.61        | –5.90        |         |         |
| Abstenciones | Abstenciones                                 | 57,620       | 21.39        | +5.90        |         |         |
| Votantes registrados | Votantes registrados                         | 269,380      |              |              |         |         |
| |                                              |              |              |              |         |         |
| Fuente: |                                              |              |              |              |         |         |
| Notas al pie: 1 Comparado con los resultados de la coalición Alianza por el Futuro en las elecciones de 2006. 2 Comparado con los resultados del Partido Socialista en las elecciones de 2006. 3 Comparado con los resultados del partido Perú Posible y la alianza Frente de Centro en las elecciones de 2006. 4 Comparado con los resultados del partido Unión por el Perú y Solidaridad Nacional (dentro de Unidad Nacional ) en las elecciones de 2006. 5 Comparado con los resultados del Partido Popular Cristiano (dentro de Unidad Nacional ) en las elecciones de 2006. |                                              |              |              |              |         |         |
| Notas al pie: |                                              |              |              |              |         |         |
| 1 Comparado con los resultados de la coalición Alianza por el Futuro en las elecciones de 2006. 2 Comparado con los resultados del Partido Socialista en las elecciones de 2006. 3 Comparado con los resultados del partido Perú Posible y la alianza Frente de Centro en las elecciones de 2006. 4 Comparado con los resultados del partido Unión por el Perú y Solidaridad Nacional (dentro de Unidad Nacional) en las elecciones de 2006. 5 Comparado con los resultados del Partido Popular Cristiano (dentro de Unidad Nacional) en las elecciones de 2006.                 |                                              |              |              |              |         |         |

### Elecciones parlamentarias de 2006
| Partidos y coaliciones | Partidos y coaliciones                            | Voto popular | Voto popular | Voto popular | Escaños | Escaños |
| Partidos y coaliciones | Partidos y coaliciones                            | Votos        | %            | ±pp          | Total   | +/−     |
| --- | ------------------------------------------------- | ------------ | ------------ | ------------ | ------- | ------- |
| | Unión por el Perú (UPP)                           | 25,865       | 21.73        | +21.15       | 1       | +1      |
| | Partido Aprista Peruano (APRA)                    | 25,435       | 21.37        | +4.44        | 1       | ±0      |
| | Unidad Nacional (PPC–SN–RN)                       | 14,028       | 11.79        | –3.35        | 0       | ±0      |
| | Frente de Centro1 (AP–SP–CNI)                     | 11,795       | 9.91         | +3.94        | 0       | ±0      |
| | Justicia Nacional (JN)                            | 10,166       | 8.54         | Nuevo        | 0       | ±0      |
| | Fuerza Democrática (FD)                           | 8,530        | 7.17         | Nuevo        | 0       | ±0      |
| | Alianza por el Futuro2 (C90–NM–SC)                | 6,480        | 5.44         | +1.66        | 0       | ±0      |
| | Restauración Nacional (RN)                        | 5,266        | 4.42         | Nuevo        | 0       | ±0      |
| | Alianza para el Progreso (APP)                    | 2,399        | 2.02         | Nuevo        | 0       | ±0      |
| | Frente Popular Agrícola del Perú (Frepap)         | 2,063        | 1.73         | –1.22        | 0       | ±0      |
| | Reconstrucción Democrática                        | 1,266        | 1.06         | Nuevo        | 0       | ±0      |
| | Frente Independiente Moralizador (FIM)            | 1,040        | 0.87         | –11.26       | 0       | ±0      |
| | Perú Posible (PP)                                 | 937          | 0.79         | –32.23       | 0       | –1      |
| | Concertación Descentralista (PDS–MHP)             | 792          | 0.67         | Nuevo        | 0       | ±0      |
| | Movimiento Nueva Izquierda (MNI)                  | 736          | 0.62         | Nuevo        | 0       | ±0      |
| | Avanza País - Partido de Integración Social (AvP) | 461          | 0.39         | Nuevo        | 0       | ±0      |
| | Perú Ahora                                        | 408          | 0.34         | Nuevo        | 0       | ±0      |
| | Con Fuerza Perú                                   | 360          | 0.30         | Nuevo        | 0       | ±0      |
| | Partido Socialista (PS)                           | 300          | 0.25         | Nuevo        | 0       | ±0      |
| | Proyecto País (PrP)                               | 300          | 0.25         | –1.36        | 0       | ±0      |
| | Renacimiento Andino (RA)                          | 264          | 0.22         | –1.69        | 0       | ±0      |
| | Y se llama Perú                                   | 139          | 0.12         | Nuevo        | 0       | ±0      |
| |                                                   |              |              |              |         |         |
| Total | Total                                             | 119,030      |              |              | 2       | ±0      |
| |                                                   |              |              |              |         |         |
| Votos válidos | Votos válidos                                     | 119,030      | 69.95        | –9.13        |         |         |
| Votos en blanco | Votos en blanco                                   | 21,625       | 12.71        | +2.53        |         |         |
| Votos nulos | Votos nulos                                       | 29,507       | 17.34        | +6.60        |         |         |
| Votos emitidos | Votos emitidos                                    | 170,162      | 84.51        | +5.43        |         |         |
| Abstenciones | Abstenciones                                      | 31,180       | 15.49        | –5.43        |         |         |
| Votantes registrados | Votantes registrados                              | 201,342      |              |              |         |         |
| |                                                   |              |              |              |         |         |
| Fuente: |                                                   |              |              |              |         |         |
| Notas al pie: 1 Comparado con los resultados de los partidos Acción Popular y Somos Perú en las elecciones de 2001. 2 Comparado con los resultados de los partidos Cambio 90 – Nueva Mayoría y Solución Popular ( Sí Cumple ) en las elecciones de 2001. |                                                   |              |              |              |         |         |
| Notas al pie: |                                                   |              |              |              |         |         |
| 1 Comparado con los resultados de los partidos Acción Popular y Somos Perú en las elecciones de 2001. 2 Comparado con los resultados de los partidos Cambio 90–Nueva Mayoría y Solución Popular (Sí Cumple) en las elecciones de 2001.                   |                                                   |              |              |              |         |         |

### Elecciones parlamentarias de 2001
| Partidos y coaliciones | Partidos y coaliciones                    | Voto popular | Voto popular | Voto popular | Escaños | Escaños |
| Partidos y coaliciones | Partidos y coaliciones                    | Votos        | %            | ±pp          | Total   | +/−     |
| ---------------------- | ----------------------------------------- | ------------ | ------------ | ------------ | ------- | ------- |
|                        | Perú Posible (PP)                         | 34,858       | 33.02        | n/a          | 1       | n/a     |
|                        | Partido Aprista Peruano (APRA)            | 17,876       | 16.93        | n/a          | 1       | n/a     |
|                        | Unidad Nacional (PPC–SN–RN–CR)            | 15,988       | 15.14        | n/a          | 0       | n/a     |
|                        | Frente Independiente Moralizador (FIM)    | 12,805       | 12.13        | n/a          | 0       | n/a     |
|                        | Todos por la Victoria (TpV)               | 6,335        | 6.00         | n/a          | 0       | n/a     |
|                        | Somos Perú (SP)                           | 3,701        | 3.51         | n/a          | 0       | n/a     |
|                        | Frente Popular Agrícola del Perú (Frepap) | 3,110        | 2.95         | n/a          | 0       | n/a     |
|                        | Solución Popular (SoP)                    | 2,975        | 2.82         | n/a          | 0       | n/a     |
|                        | Acción Popular (AP)                       | 2,592        | 2.46         | n/a          | 0       | n/a     |
|                        | Renacimiento Andino (RA)                  | 2,011        | 1.91         | n/a          | 0       | n/a     |
|                        | Proyecto País (PrP)                       | 1,696        | 1.61         | n/a          | 0       | n/a     |
|                        | Cambio 90–Nueva Mayoría (C90–NM)          | 1,014        | 0.96         | n/a          | 0       | n/a     |
|                        | Unión por el Perú (UPP)                   | 617          | 0.58         | n/a          | 0       | n/a     |
|                        |                                           |              |              |              |         |         |
| Total                  | Total                                     | 105,578      |              |              | 2       | n/a     |
|                        |                                           |              |              |              |         |         |
| Votos válidos          | Votos válidos                             | 105,578      | 79.08        | n/a          |         |         |
| Votos en blanco        | Votos en blanco                           | 13,588       | 10.18        | n/a          |         |         |
| Votos nulos            | Votos nulos                               | 14,338       | 10.74        | n/a          |         |         |
| Votos emitidos         | Votos emitidos                            | 133,504      | 73.36        | n/a          |         |         |
| Abstenciones           | Abstenciones                              | 48,491       | 26.64        | n/a          |         |         |
| Votantes registrados   | Votantes registrados                      | 181,995      |              |              |         |         |
|                        |                                           |              |              |              |         |         |
| Fuente:                |                                           |              |              |              |         |         |

### Elecciones parlamentarias de 2000
Elecciones parlamentarias en distrito electoral nacional único

### Elecciones parlamentarias de 1995
Elecciones parlamentarias en distrito electoral nacional único

### Elecciones parlamentarias de 1990
| Partidos y coaliciones | Partidos y coaliciones                                     | Voto popular | Voto popular | Voto popular | Escaños | Escaños |
| Partidos y coaliciones | Partidos y coaliciones                                     | Votos        | %            | ±pp          | Total   | +/−     |
| --- | ---------------------------------------------------------- | ------------ | ------------ | ------------ | ------- | ------- |
| | Lista Independiente Acuerdo Popular                        | 14,547       | 34.13        | Nuevo        | 1       | +1      |
| | Frente Democrático1 (Movimiento Libertad–PPC–AP)           | 12,107       | 28.40        | n/a          | 1       | +1      |
| | Partido Aprista Peruano (APRA)                             | 8,433        | 19.78        | –43.06       | 0       | –2      |
| | Izquierda Unida (IU)                                       | 3,209        | 7.53         | –10.23       | 0       | ±0      |
| | Frente Popular Agrícola del Perú (Frepap)                  | 2,234        | 5.24         | Nuevo        | 0       | ±0      |
| | Izquierda Socialista (IS)                                  | 1,257        | 2.95         | Nuevo        | 0       | ±0      |
| | Frente Nacional de Trabajadores y Campesinos2 (Frenatraca) | 443          | 1.04         | +0.72        | 0       | ±0      |
| | Movimiento Regional Ímpetu                                 | 398          | 0.93         | Nuevo        | 0       | ±0      |
| |                                                            |              |              |              |         |         |
| Total | Total                                                      | 42,628       |              |              | 2       | ±0      |
| |                                                            |              |              |              |         |         |
| Votos válidos | Votos válidos                                              | 42,628       | 65.42        | –30.58       |         |         |
| Votos en blanco | Votos en blanco                                            | 12,092       | 18.56        | +16.80       |         |         |
| Votos nulos | Votos nulos                                                | 10,439       | 16.02        | +13.78       |         |         |
| Votos emitidos | Votos emitidos                                             | 65,159       | n/d          | n/a          |         |         |
| Abstenciones | Abstenciones                                               | n/d          | n/d          | n/a          |         |         |
| Votantes registrados | Votantes registrados                                       | n/d          |              |              |         |         |
| |                                                            |              |              |              |         |         |
| Fuente: |                                                            |              |              |              |         |         |
| Notas al pie: 1 Comparado con los resultados del Partido Popular Cristiano (dentro de la coalición Convergencia Democrática ) y Acción Popular en las elecciones de 1985. 2 Comparado con los resultados de Izquierda Nacionalista (IN) en las elecciones de 1985. |                                                            |              |              |              |         |         |
| Notas al pie: |                                                            |              |              |              |         |         |
| 1 Comparado con los resultados del Partido Popular Cristiano (dentro de la coalición Convergencia Democrática) y Acción Popular en las elecciones de 1985. 2 Comparado con los resultados de Izquierda Nacionalista (IN) en las elecciones de 1985.                |                                                            |              |              |              |         |         |

### Elecciones parlamentarias de 1985
| Partidos y coaliciones | Partidos y coaliciones                      | Voto popular | Voto popular | Voto popular | Escaños | Escaños |
| Partidos y coaliciones | Partidos y coaliciones                      | Votos        | %            | ±pp          | Total   | +/−     |
| ---------------------- | ------------------------------------------- | ------------ | ------------ | ------------ | ------- | ------- |
|                        | Partido Aprista Peruano (APRA)              | 36,970       | 62.84        | n/a          | 2       | +2      |
|                        | Izquierda Unida (UNIR–UDP–PRT–UI–FOCEP–APS) | 10,448       | 17.76        | n/a          | 0       | ±0      |
|                        | Acción Popular (AP)                         | 7,175        | 12.20        | n/a          | 0       | ±0      |
|                        | Convergencia Democrática (PPC–MBH)          | 2,855        | 4.85         | n/a          | 0       | ±0      |
|                        | Frente Democrático de Unidad Nacional (FUN) | 743          | 1.26         | n/a          | 0       | ±0      |
|                        | Movimiento Cívico Nacional 7 de Junio (M7J) | 456          | 0.78         | n/a          | 0       | ±0      |
|                        | Izquierda Nacionalista (IN)                 | 190          | 0.32         | n/a          | 0       | ±0      |
|                        |                                             |              |              |              |         |         |
| Total                  | Total                                       | 58,837       |              |              | 2       | +2      |
|                        |                                             |              |              |              |         |         |
| Votos válidos          | Votos válidos                               | 58,837       | 96.00        | n/a          |         |         |
| Votos en blanco        | Votos en blanco                             | 1,079        | 1.76         | n/a          |         |         |
| Votos nulos            | Votos nulos                                 | 1,370        | 2.24         | n/a          |         |         |
| Votos emitidos         | Votos emitidos                              | 61,286       | 68.26        | n/a          |         |         |
| Abstenciones           | Abstenciones                                | 28,497       | 31.74        | n/a          |         |         |
| Votantes registrados   | Votantes registrados                        | 89,783       |              |              |         |         |
|                        |                                             |              |              |              |         |         |
| Fuente:                |                                             |              |              |              |         |         |